# Озерна вулиця (Київ, Солом'янський район)
Озе́рна ву́лиця — вулиця в Солом'янському районі міста Києва, місцевість Олександрівська слобідка. Пролягає від Преображенської вулиці та Олексіївської вулиці до проспекту Валерія Лобановського.

## Історія
Озерна вулиця виникла на початку ХХ століття (не пізніше 1912 року, вперше зафіксована на рукописному плані місцевості 1913 року) під сучасною назвою, що походить від невеликого озера, яке існувало біля початкової частини вулиці й було засипане наприкінці 1950-х років задля зведення 5-поверхових житлових будинків. Відтоді вулиця існує під цією назвою незмінно.

## Житлові будинки
| № будинку | серія                                     | кількість поверхів | дата спорудження |
| --------- | ----------------------------------------- | ------------------ | ---------------- |
| 1         | індивідуальний проект (приватний будинок) | 3                  | 1990-ті          |
| 3         | індивідуальний проект (приватний будинок) | 1                  | 1950-ті          |
| 5         | індивідуальний проект (приватний будинок) | 1                  |                  |
| 7         | «готелька»                                | 9                  | 1972             |
| 9         | індивідуальний проект                     | 9                  | 1974             |
| 12а       | хрущовка                                  | 5                  | 1962             |